# Fornjot
Pogledajte također „Fornjot (mjesec)”.
U nordijskoj mitologiji, Fornjót (stnord. Fornjótr) je bio div, vjerojatno sin ledenog pradiva Ymira.

## Etimologija
Značenje Fornjótova imena je dosta nejasno — moguće je da dolazi od riječi forn — "stari" i jótr — "div" (Fornjót je bio pripadnik rase prvih divova) ili riječi for — "rani" i njótr — "uništavač". 

## Obitelj
Fornjót je dobio tri sina, čija je majka nepoznata, a moguće je da ih je Fornjót sam stvorio iz svoga tijela. Njegova su djeca:
- Ægir — morski div, kralj mora
- Logi — vatreni div[2]
- Kári — personifikacija vjetra.[3]

## Smrt
Bogovi Odin, Vili i Ve — sinovi div-žene Bestle, Bölþornove kćeri — ubili su zlog Ymira, a u Ymirovoj su se krvi utopili svi ledeni divovi osim Þrúðgelmirova sina Bergelmira i njegove supruge. Tako je i Fornjót svoj kraj pronašao u Ymirovoj krvi — vodi. 

## Mjesec
Jedan mjesec planeta Saturna, otkriven 2005., nazvan je po Fornjótu. Taj mjesec pripada nordijskoj grupi Saturnovih satelita. Mjeseci Aegir, Logi i Kari pripadaju istoj skupini, a nazvani su po Fornjótovim sinovima.